# كابرياتا دوربا
كابرياتا دوربا (بالإيطالية: Capriata d'Orba)‏ هي بلدية في مقاطعة ألساندريا في إقليم بييمونتي في إيطاليا.

## السكان
في سنة 1861 بلغ عدد السكان 2٬719 نسمة، وتطور العدد ليصل في سنة 2011 لـ 1٬926 نسمة.
يظهر هذا المخطط البياني تطور النمو السكاني لـ كابرياتا دوربا